# Hans Axelson
Hans Viking Axelson, född 8 juni 1934 i Gunnarps församling i Hallands län, död 26 maj 2020 i Sollentuna, var en svensk entreprenör inom friskvård, grundare av utbildningsföretaget Axelsons Gymnastiska Institut. Axelson introducerade flera olika i dag välkända metoder och tekniker inom alternativ behandling i Sverige. 2006 tog han emot The Ashley Montague Award och 2007 utsågs han till Årets Företagare av organisationen Företagarna.

## Yrkesliv
Hans Axelson växte upp i Kungsbacka och var 13 år gammal när bestämde sig för att leva sunt med vegetarisk kost och yoga, utan sprit och tobak. Inspirationskällor var Johan Lindström Saxon och Are Waerland. 1957–58 utbildade han sig till sjukgymnast vid Göteborgs Gymnastiska Institut.
1961 grundade Hans Axelson Yogaskolan i Malmö, en av Sveriges första yogaskolor, som snart fick filialer i Halmstad och Göteborg. 1962 slog han upp portarna till Axelsons Gymnastiska Institut – först i Malmö – och började med massageutbildning. Efter att ha utbildat sig till fotvårdsspecialist i Tyskland utökade han verksamheten med fotvårdsutbildning 1963. 1964 öppnade han Wiking Träningsstudio i Malmö, ett av Sveriges allra första gym. 1965 fick Axelsons Gymnastiska Institut egna lokaler i Stockholm, med massageutbildning och gymträning. De alternativa terapier som existerade vid denna tid var enbart klassisk massage, kiropraktik, homeopati och örtbehandling. 1970 startade Hans Axelson tillsammans med Naprapatic School en yrkesutbildning i naprapati. Följande år höll Axelsons även Sveriges första kurser i zonterapi och shiatsu, och till landets första kurs i bindvävsmassage anlitades enbart läkare som lärare. I slutet av 70-talet började Hans Axelson vidareutveckla teknikerna inom massageutbildningen med muskulering och longering, med syftet att genom töjning och förlängning av muskler förbättra möjligheterna att arbeta bort muskelspänningar. 1982 lanserade Hans Axelson Rosenmetoden i Sverige och inledde ett långvarigt samarbete med grundaren, Marion Rosen, som blev hans mentor under flera decennier. Tillsammans reste de ut i Europa för att introducera metoden även i andra länder. 1983 startades en utbildning i kiropraktik, som avknoppades och senare blev till Skandinaviska Kiropraktorhögskolan. I mitten av 80-talet etablerades Axelsons även i Köpenhamn, Helsingfors, Oslo och Göteborg.

## Andra projekt
1996 arrangerade Axelsons den första beröringskonferensen i Sverige med forskare och föreläsare från hela världen. Samma år inledde Hans Axelson sitt stora ideella projekt ”Fredlig beröring” med massage som verktyg för att minska våldet i samhället. En av vägarna var att etablera massage inom skola och förskola, med flera syften: trygga och empatiska barn, minskad mobbning och ökad samhörighet. Hittills har Axelsons utbildat mer än 15 000 anställda inom skola och förskola. Konceptet har introducerats även internationellt.
1998 grundades Branschrådet Svensk Massage med Hans Axelson som en av initiativtagarna. Syftet var kvalitetssäkring och certifiering av massageutbildningar.
Under 2000-talet grundades Insamlingsstiftelsen för forskning om manuella terapier, med Axelson som en av initiativtagarna och sponsorerna.